# 擬鮗
擬鮗，為鱸形目鱸亞目擬雀鯛科的其中一種，分布於中西太平洋區，從婆羅洲至所羅門群島、北起菲律賓、南至澳洲西北部海域，深度6-65公尺，體色多變，從淡黃色至紅色，背鰭硬棘2枚;背鰭軟條24-26枚;臀鰭硬棘2-3枚;臀鰭軟條14-16枚，體長可達4.6公分，為熱帶海水魚，棲息在珊瑚礁及潟湖，生活習性不明，可做為觀賞魚。

## 擴展閱讀
維基物種上的相關：擬鮗